# Fomoré

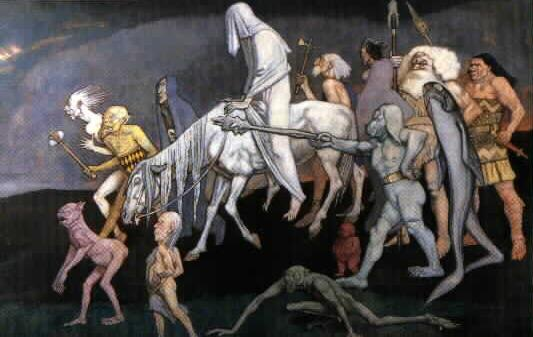
Los fomorianos, pintura de John Duncan, 1912.

Los fomoré, fomorianos o fomoireos eran, en la mitología de Irlanda, los dioses de la muerte, de la oscuridad, de lo oculto y de la noche. Tenían diversas formas, generalmente considerados deformes o monstruosos, algunos con un ojo, un pie y una mano, otros tenían cabezas de animales, a veces de cabra, cerdo, toro, aunque otros podían ser bellos como Elatha, que era rubio y hermoso, o como Morrigan, diosa de la muerte que lucía piel blanca de bellas facciones, cabello negro y un hermoso vestido rojo.
Aunque también los había indescriptibles como el dios de la oscuridad y rey de los muertos, Tethra, quien fue rey de los fomorianos antes que Balor.

## Características
Habitaban en una oscura región que se encontraba más allá del océano desconocido, y la corvus corone o corneja y el cuervo anunciaban su presencia.
Balor, era lo suficientemente alto como para ser considerado un gigante, tenía un ojo en la frente y otro en la nuca, fue uno de sus reyes más recordados; tenía la capacidad de matar con tan solo mirar directamente a través de su ojo trasero pues este emitía un rayo letal. 
Morrigan, que era la diosa y mensajera de la muerte, les entregaba las almas de los muertos. Usaba una barca de vidrio en sus viajes y los jóvenes que caían seducidos por su belleza, se lanzaban contra esta, que luego servía para trasladarlos al país de los fomoireos; a veces se podía manifestar como un cuervo o un cuerno de guerra, aunque generalmente como una hermosa mujer blanca, de largo cabello negro y vestido rojo, ella contaba con la peculiaridad de ser neutra entre Fomorianos y Tuatha de Danann.
Tethra, dios de la oscuridad primigenia, fue el rey de los Fomorianos antes que Balor, hasta que perdió las 4 batallas de Maige Tuired, donde tras su derrota se trasladó a la tierra de los muertos, donde se volvió rey de los muertos; algunos "druidas negros" le evocaban e invocaban para obtener poder sobre la nigromancia antigua. No se conoce mucho sobre la descripción física de este dios, lo poco que se sabe era que el era una manifestación absoluta de la oscuridad, por lo que se le veía presente en los abismos y en cada rincón donde hubiese un poco de oscuridad o en cada sombra del entorno dada por cualquier ser vivo u objeto.

## Historia
Lucharon contra Partholón y su pueblo, y tras la peste bubónica que acabó con la vida de los descendientes de Partholón, que vivían en la isla de Irlanda, los fomorianos la repoblaron.
Nemed luchó contra los Fomore en cuatro ocasiones y venció en todas ellas. La primera batalla, Murbolg, tuvo lugar en el Ulster, la segunda, Badbgna, en Connaught,la tercera, Cnamros, en Leinster. En la última batalla, la cuarta, Nemed venció y mató a los dos reyes. El relato de estas batallas lamentablemente se ha perdido.
Poco tiempo después de vencer por última vez, Nemed, murió víctima de una enfermedad epidémica, que a su vez acabó con la vida de otras 2000 personas.
Así fue como, privados de su rey, los descendientes de Nemed fueron víctimas de la terrible tiranía de los Fomore, quienes estaban encabezados por dos reyes: Morc y Conann.
En esta etapa el poder estaba disputado por dos reyes: Connan y Morc. Ambos mantenían una tiranía sobre los Nemeds, los cuales acabaron rebelándose. Liderados por tres jefes, entraron en la isla y tomaron la torre. Un agresivo giro de Morc acabó con las vidas de los Nemeds, exceptuando 30 de ellos. Se comenta que este grupo de supervivientes acabó pereciendo en los fondos de los mares de Irlanda.
Sólo pudieron ser derrotados por los Tuatha Dé Danann, tras lo cual volvieron a su patria.

## Orna
Orna era una espada mágica propiedad de Tethra, rey de los Fomoré, que durante la segunda batalla de Maige Tuired fue encontrada por Ogma, uno de los Tuatha Dé Danann.
Esta espada tenía la capacidad de hablar y relataba sus hazañas cuando era desenvainada.